# كارلوس لاكريدا
كارلوس لاكريدا (بالبرتغالية: Carlos Lacerda‏) هو محامي وصحفي وسياسي برازيلي، ولد في 30 أبريل 1914 في البرازيل، وتوفي في 21 مايو 1977 بريو دي جانيرو في البرازيل. حزبياً، نشط في الاتحاد الديمقراطي الوطني ‏. انتخب عضو مجلس النواب البرازيلي ‏.

## روابط خارجية
- كارلوس لاكريدا على موقع مونزينجر (الألمانية)